# Lagtingsvalget 1914
Lagtingsvalget på Færøerne 1914 blev afholdt 2. februar 1914 - der var kun valg i den nordlige del af landet. Sjálvstýrisflokkurin gik godt 5% frem og vandt et mandat fra Sambandsflokkurin.

## Resultater
| Parti                | Stemmer | Mandater i Lagtinget | Ændring fra 1912 (mandater) | Ændring fra 1912 (%) |
| -------------------- | ------- | -------------------- | --------------------------- | -------------------- |
| Sambandsflokkurin    | 52,8 %  | 12                   | -1                          | 0,5                  |
| Sjálvstýrisflokkurin | 47,2 %  | 8                    | +1                          | 5,6                  |

## Eksterne Henvisninger
- Hagstova Føroya — Íbúgvaviðurskifti og val (Færøysk statistik)